# Districtul Freising
Districtul Freising este un district rural (germană: Landkreis) din regiunea administrativă Bavaria Superioară, landul Bavaria, Germania.

## Orașe și comune
| orașe 1. Freising (45.368) 2. Moosburg an der Isar (17.263) comune (târg) 1. Au in der Hallertau (5.552) 2. Nandlstadt (5.034) | comune 1. Allershausen (4.780) 2. Attenkirchen (2.560) 3. Eching (12.848) 4. Fahrenzhausen (4.505) 5. Gammelsdorf (1.520) 6. Haag an der Amper (2.917) 7. Hallbergmoos (8.350) 8. Hohenkammer (2.277) 9. Hörgertshausen (1.908) 10. Kirchdorf an der Amper (2.634) 11. Kranzberg (3.828) 12. Langenbach (3.810) 13. Marzling (2.955) 14. Mauern (2.729) 15. Neufahrn b.Freising (18.529) 16. Paunzhausen (1.526) 17. Rudelzhausen (3.154) 18. Wang (2.324) 19. Wolfersdorf (2.328) 20. Zolling (4.077) |